# فرانك بيكر (دبلوماسي)
فرانسيس ريموند بيكر CMG OBE (بالإنجليزية: Francis Raymond Baker؛ مواليد 27 يناير 1961) هو دبلوماسي بريطاني وموظف حكومي شغل منصب سفير المملكة المتحدة في ليبيا من فبراير 2018 إلى أبريل 2019. وكان سفير المملكة المتحدة في الكويت من عام 2010 إلى عام 2014، وسفير المملكة المتحدة في العراق من عام 2014 إلى عام 2017.

## النشأة
وُلِد بيكر في 27 يناير 1961 لأبوين هما ريموند وباميلا بيكر. تلقى تعليمه في مدرسة دارتفورد الثانوية، وهي مدرسة حكومية للبنين آنذاك في دارتفورد، كنت.

## المسيرة دبلوماسية
انضم بيكر إلى وزارة الخارجية والكومنولث (FCO) في عام 1981. وفي أول عامين من مسيرته المهنية، عمل في قسم عمليات الموظفين. ومن عام 1983 إلى عام 1986، تولى أول منصب له في الخارج كسكرتير ثالث في السفارة البريطانية في مدينة بنما، بنما. ومن عام 1986 إلى عام 1991، كان مقره في السفارة البريطانية في بوينس آيرس، الأرجنتين؛ كان في البداية سكرتيرًا ثالثًا، ثم شغل منصب سكرتير ثانٍ. وفي عام 1991، عاد إلى إنجلترا، وكان ضابط مكتب (برتبة سكرتير ثانٍ) في قسم سياسة حقوق الإنسان بوزارة الخارجية والكومنولث لمدة عامين. ومن عام 1993 إلى عام 1996، كان سكرتيرًا أول في السفارة البريطانية في أنقرة، تركيا؛ وقد حصل على وسام الإمبراطورية البريطانية لهذا المنصب.
من عام 1996 إلى عام 1998، كان بيكر في إعارة إلى الحكومة الأمريكية وكان مقره في واشنطن العاصمة في عام 1998، كان رئيس قسم العراق في إدارة الشرق الأوسط، وزارة الخارجية والكومنولث. ثم، من عام 1998 إلى عام 2000، كان السكرتير الخاص لوزير الدولة للشؤون الخارجية. من عام 2000 إلى عام 2003، كان رئيس قسم إفريقيا (الاستوائية) في وزارة الخارجية والكومنولث. من عام 2003 إلى عام 2007، كان مقره مرة أخرى في واشنطن العاصمة؛ أولاً، بين عامي 2003 و2004، كمستشار (سياسي/عسكري)، ثم، بين عامي 2004 و2007، كمستشار (السياسة الخارجية والأمنية). من عام 2002 إلى عام 2010، عاد للعمل في وزارة الخارجية والكومنولث، هذه المرة كنائب مدير الشرق الأوسط.
تولى بيكر أول منصب سفير له في عام 2010. من فبراير 2010 إلى يوليو 2014، كان سفيرًا لبريطانيا في الكويت. في أغسطس 2014، أُعلن أنه السفير البريطاني التالي لدى العراق. تولى المنصب في سبتمبر 2014. اُستبدل في عام 2017 وتولى منصب السفير لدى ليبيا في فبراير 2018. اُستبدل كسفير لدى ليبيا في أبريل 2019.

## الحياة الشخصية
بيكر متزوج من ماريا بيلار فرنانديز، لديهم طفلان، ابن وابنة.
فرانك هو مشجع مخلص لنادي تشارلتون أثلتيك. 

## الإنجازات
في تكريمات عيد ميلاد الملكة لعام 1997، عُيّن بيكر ضابطًا في وسام الإمبراطورية البريطانية (OBE) تقديرًا لخدمته كسكرتير أول للسفارة البريطانية في أنقرة، تركيا. تم تعيينه رفيقًا في وسام القديس ميخائيل والقديس جورج (CMG) في تكريمات رأس السنة الجديدة 2018 "لخدماته في السياسة الخارجية البريطانية والعلاقات بين المملكة المتحدة والعراق". وهو حائز على وسام الكويت (درجة الخاصة).